# Ariramba-do-paraíso
Bico-d'agulha-do-paraíso ou ariramba-do-paraíso (nome científico: Galbula dea) é uma espécie de ave galbuliforme.

## Outros nomes
A ave também é conhecida como upianá, uirá-piana, ariramba-da-mata-virgem e ariramba-da-copa.

## Distribuição geográfica
Pode ser encontrada na Bolívia, Colômbia, Equador, Brasil, Peru, Suriname, Guianas e Venezuela. Os seus habitats naturais são: florestas de terras baixas úmidas tropicais ou subtropicais.

## Subespécies
São reconhecidas quatro subespécies:
- Galbula dea dea (Linnaeus, 1758) - ocorre do Sul da Venezuela até as Guianas e Norte do Brasil ao Norte do Rio Amazonas e a Leste do Rio Negro;
- Galbula dea amazonum (P. L. Sclater, 1855) - ocorre no Norte da Bolívia, na região do Rio Beni e no Brasil ao Sul do Rio Amazonas;
- Galbula dea brunneiceps (Todd, 1943) - ocorre no extremo Leste da Colômbia, Leste do Peru e Oeste do Brasil;
- Galbula dea phainopepla (Todd, 1943) - ocorre no Oeste do Brasil ao Sul do Rio Amazonas e a Oeste do Rio Madeira.